# Baiera
Baiera — рід доісторичних голонасінних рослин ряду ґінкових. Це один із найдавніших типів викопного листя Ginkgoales і пов’язаний з родами Ginkgo та Ginkgoites. Скам'янілості Баєри знаходять по всьому світу і були відомі від пермського до крейдяного періодів.

## Опис

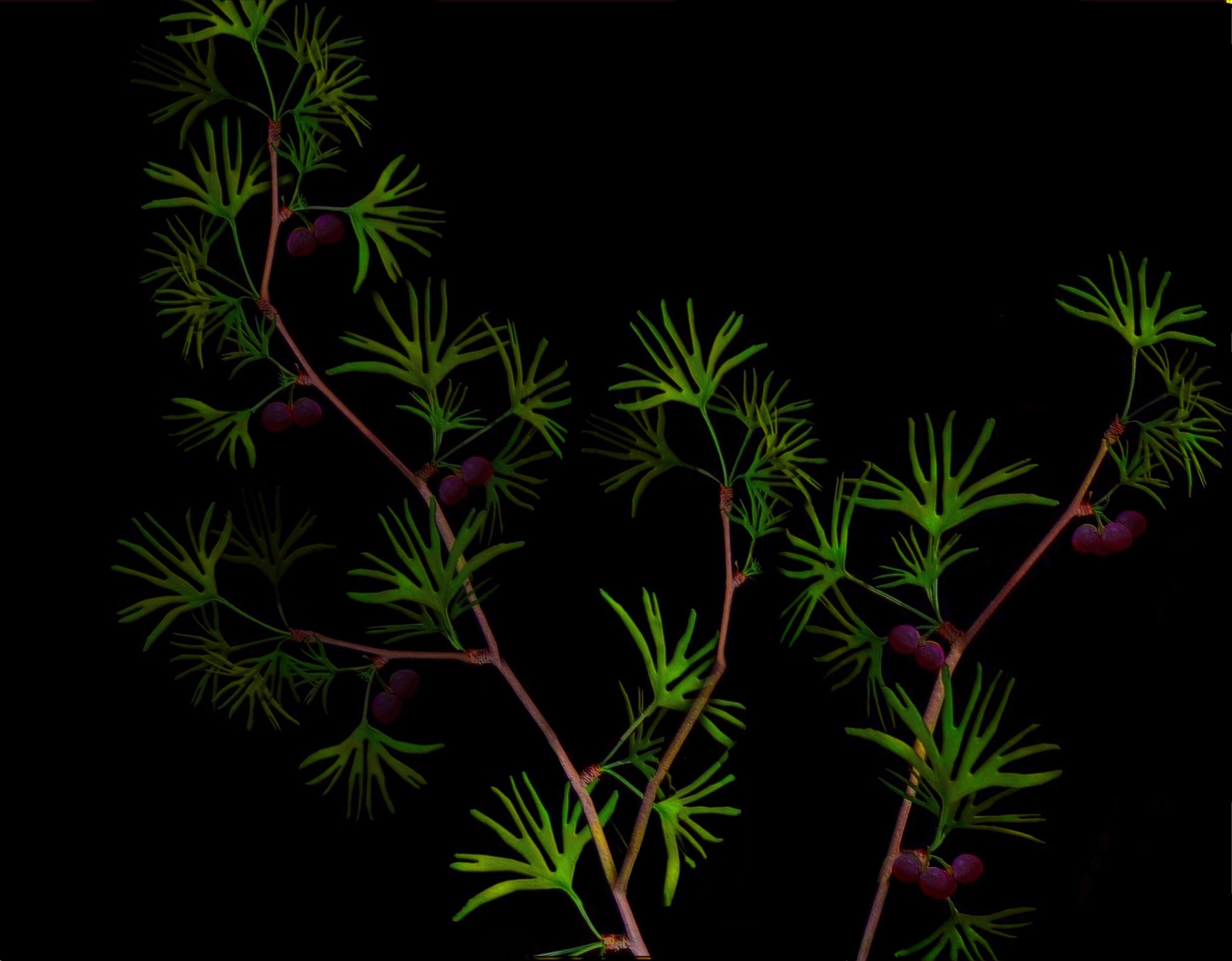
Художня реконструкція Баєри

Види Baiera характеризуються віялоподібними листками, глибоко розділеними на чотири сегменти, глибоко розрізаними на тонкі сегменти і відрізняються від Sphenobaiera листковими ніжками.
B. africana характеризується симетричними та трикутними листками.

## Класифікація
Карл Фрідріх Вільгельм Браун вперше ввів назву Baiera в 1843 році для позначення скам'янілостей у Німеччині, які він інтерпретував як гінкгофіти. У 1936 році Карл Рудольф Флорін використовував Baiera для позначення листя з чіткою ніжкою чи ніжкою і напівкруглою чи трикутною формою.
Ґерд Дітль і Гюнтер Швайгерт (2011) відносять Baiera до родини Ginkgoaceae, а класифікація 2015 року Андрія Новікова та Беати Барабаш-Красні відносить її до Karkeniaceae.